# Самсонов, Владимир Павлович
Влади́мир Па́влович Самсо́нов (10 мая 1928, с. Ерахтур, Рязанская область, РСФСР—25 сентября 2017) — белорусский и советский учёный в области растениеводства. Академик Национальной академии наук Беларуси (2003). Член-корреспондент ВАСХНИЛ (1991), иностранный член РАСХН (1992), иностранный член РАН (2014), академик Академии аграрных наук Республики Беларусь (1992—2002), доктор сельскохозяйственных наук (1998), профессор (1998).

## Биография
Родился 10 мая 1928 года в деревне Ерахтур Рязанской области. Окончил Белорусскую сельскохозяйственную академию в 1952 году. После окончания высшего учебного заведения работал сначала агрономом, затем директором МТС в Глубокском районе. В 1957 году был назначен председателем Плисского райисполкома. В 1962—1965 гг. был секретарём Миорского райкома КПБ. В 1965—1974 гг. занимал должность заместителя министра сельского хозяйства БССР. В 1974—1999 гг. являлся директором Белорусского НИИ земледелия и кормов, а в 1999—2002 гг. — советником при дирекции этого института. С 2002 года занимал должность заместителя директора по научной работе, а с 2008 года — главного научного сотрудника Института льна Национальной академии наук Беларуси. Депутат Верховного Совета БССР (1959—1962).
Скончался 25 сентября 2017 года.

## Научная деятельность
В 1972 году защитил кандидатскую диссертацию «Экономическая эффективность производства и использования травяных ковров». В 1987 году защитил докторскую диссертацию «Научная концепция производства зерна в Белоруссии». В 2003 году стал академиком НАН Беларуси.
Сфера научных интересов — агробиология, семеноводство и физиология зерновых колосовых культур. Исследовал динамику синтеза органического вещества в зависимости от влияния биотических и абиотических условий, а также от характеристики взаимосвязей и влияния отдельных элементов структуры урожая на продуктивность растения и агроценоза при разнообразных почвенных условиях. Именно Владимир Самсонов определил основные направления интенсификации производства зерна, а также предложил интенсивную технологию выращивания зерновых культур. Изучил влияние неблагоприятных условий на семенную продуктивность зерновых культур для выявления наиболее пригодных зон семеноводства. Благодаря учёному была разработана система промышленного семеноводства, соответствующая биологическим, организационным и экономическим требованиям семенного дела.
Подготовил 2 доктора наук и 6 кандидатов наук. На учёном Совете, где Самсонов председательствовал с 1988 по 1999 годы, было защищено 11 докторских и 102 кандидатские диссертации.
Автор более 280 научных работ, в том числе монографий и 4 изобретений.

## Премии и награды
- Государственная премия Республики Беларусь 1998 г. за работу «Создание системы сортов озимой пшеницы (Triticum aestivum L.) и технологии производства зерна продовольственного назначения».
- Орден Трудового Красного Знамени (1956).
- Орден «Знак Почёта» (1966).
- Орден Трудового Красного Знамени (1971).
- Орден Октябрьской Революции (1973).
- Заслуженный работник сельского хозяйства БССР (1978).

## Научные работы
- Кивейша Е. И., Самсонов В. П. Повышение эффективности производства травяных культур. — Минск: Ураджай, 1973. — 159 с.
- Научные основы интенсивных технологий возделывания зерновых в БССР. — Вильнюс, 1987.
- Научная концепция возделывания зерновых колосовых культур в БССР. — Минск, 1988.
- Асновы аграноміі. — Минск: Ураджай, 1999. — 415, [1] с. — ISBN 985-04-0122-2. (в соавторстве)
- Лен Беларуси / Под ред. Голуба И. А. — Минск: ЧУП «Орех», 2003. — 245 с., [1] л. ил. (в соавторстве)